# Shale (roccia)
Shale è un termine di lingua inglese che in geologia indica una roccia sedimentaria composta principalmente da fango con l'aggiunta di minerali argillosi e frammenti di altri minerali quali quarzo e calcite. Il rapporto fra l'argilla e gli altri minerali è variabile. La shale sedimentologicamente è una pelite caratterizzata dalla fissilità, ossia la proprietà di fessurarsi e rompersi parallelamente alla stratificazione in lamine sottili, acquisita durante la sua litificazione.
Il fango indurito, d'altra parte, è simile per composizione ma non per fissilità. La shale, se ricca in materia organica, una volta decomposta anaerobicamente durante la diagenesi, può dare luogo ai giacimenti di shale gas, sfruttabili commercialmente per produrre metano.
Nella petrofisica dei bacini detritici, col termine shale vengono indicati quei livelli ricchi o composti esclusivamente da sedimenti fini, argillosi, con scarsa o nulla porosità efficace, permeabilità al di sotto dei limiti di economicità in contrapposizione al termine "poroso" con cui si indicano i livelli composti da sedimento clastico con buona porosità e permeabilità.